# Ichneumon erythrogaster
Ichneumon erythrogaster là một loài tò vò trong họ Ichneumonidae.